# Byschiw (Fastiw)
Byschiw (ukrainisch Бишів; russisch Бышев Byschew, polnisch Byszów) ist ein Dorf in der ukrainischen Oblast Kiew mit etwa 2800 Einwohnern (2004).

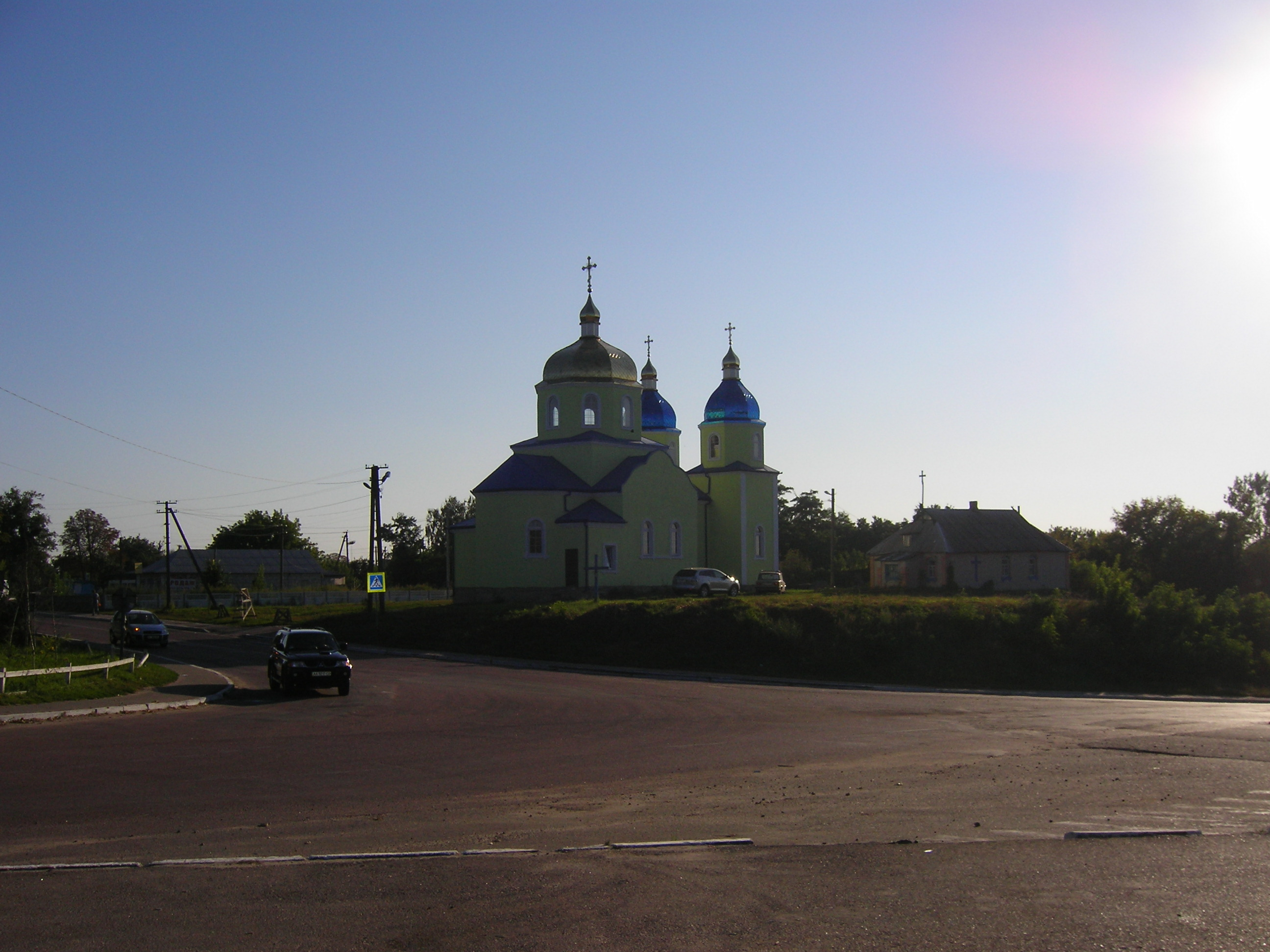
Orthodoxe Kirche in Byschiw

Die 1509 gegründete Ortschaft liegt am Ufer der Lupa (Лупа), einem 14 km langen Nebenfluss des Irpin und an der Regionalstraße P–04. Das Dorf liegt 57 km südwestlich vom Oblastzentrum Kiew und 24 km südlich vom ehemaligen Rajonzentrum Makariw.

## Verwaltungsgliederung
Am 12. Juni 2020 wurde das Dorf zum Zentrum der neugegründeten Landgemeinde Byschiw (Бишівська сільська громада/Byschiwska silska hromada). Zu dieser zählen auch die 14 in der untenstehenden Tabelle aufgelisteten Dörfer, bis dahin bildete es zusammen mit den Dörfern Ferma, Horobijiwka und Lubske die gleichnamige Landratsgemeinde Byschiw (Бишівська сільська рада/Byschiwska silska rada) im Süden des Rajons Makariw.
Am 17. Juli 2020 kam es im Zuge einer großen Rajonsreform zum Anschluss des Rajonsgebietes an den Rajon Fastiw.
Folgende Orte sind neben dem Hauptort Hatne Teil der Gemeinde:
| Name                     | Name            | Name                                   |
| ukrainisch transkribiert | ukrainisch      | russisch                               |
| ------------------------ | --------------- | -------------------------------------- |
| Ferma                    | Ферма           | Ферма                                  |
| Horobijiwka              | Горобіївка      | Горобиевка (Gorobijewka)               |
| Hruske                   | Грузьке         | Грузское (Gruskoje)                    |
| Jabluniwka               | Яблунівка       | Яблоновка (Jablonowka)                 |
| Jasnohorodka             | Ясногородка     | Ясногородка (Jasnogorodka)             |
| Kosytschanka             | Козичанка       | Козичанка (Kositschanka)               |
| Leoniwka                 | Леонівка        | Леоновка (Leonowka)                    |
| Lubske                   | Лубське         | Лубское (Lubskoje)                     |
| Lyschnja                 | Лишня           | Лишня (Lischnja)                       |
| Mostyschtsche            | Мостище         | Мостище (Mostischtsche)                |
| Nowi Opatschytschi       | Нові Опачичі    | Новые Опачичи (Nowyje Opatschitschi)   |
| Ossykowe                 | Осикове         | Осыково (Ossykowo)                     |
| Tschornohorodka          | Чорногородка    | Черногородка (Tschernogorodka)         |
| Wessela Slobidka         | Весела Слобідка | Весёлая Слободка (Wessjolaja Slobodka) |